# Yoo Hae-jung
Yoo Hae-jung (9 de octubre de 2000) es una actriz surcoreana.

## Filmografía

### Serie de televisión
| Año  | Título                                     | Rol           | Red          |
| ---- | ------------------------------------------ | ------------- | ------------ |
| 2007 | Delicious Stories                          |               | SBS          |
| 2008 | On Air                                     |               | SBS          |
| 2008 | UCIS: Unsolved Crime Investigation Service |               | MBC Dramanet |
| 2008 | Here He Comes                              |               | MBC          |
| 2009 | High Kick Through The Roof                 |               | MBC          |
| 2010 | God's Quiz - Season 1                      | Eun-ok        | OCN          |
| 2013 | Good Doctor                                | Eun-ok        | KBS2         |
| 2013 | The Firstborn                              | Kim Young-sun | jTBC         |
| 2016 | Becky's Back                               | Hong Bo-Reum  | KBS2         |

### Cine
| Año  | Título   | Rol      |
| ---- | -------- | -------- |
| 2011 | Lovable  | Da-seul  |
| 2014 | Guardian | Hee-jung |

## Premios y nominaciones
| Año  | Premios                            | Categoría                  | Nominación | Resultado |
| ---- | ---------------------------------- | -------------------------- | ---------- | --------- |
| 2012 | 11th Asian Film Festival of Dallas | premio especial del jurado | Lovable    | Ganadora  |
| 2012 | 49 Grand Bell Awards               | mejor actriz nueva         | Lovable    | Nominada  |